# عنقودية المجرات الهائلة
تنتمي مجرتنا إلى مجموعة مجرات قريبة منها اطار نحو 20 مليون سنة ضوئية، ومكن ضمنها مجرة المرأة المسلسلة التي تفوق حجم مجرتنا درب التبانة. وتبين المشاهدات الفلكية ان مجموعتنا المحلية ما هي الا مجموعة ضمن ما يسمى بعنقود مجرات، مثل عنقود العذراء المجري وعنقود فورنكس المجري، وتبين المشاهدة العميقة للكون ان عناقيد المجرات تشكل تجمعات أكبر من العناقيد المجرية يطلق عليها العناقيد المجرية.

## عنقود مجرات العذراء العظيم
نحن ننتمي إلى واحد من العناقيد المجرية الهائلة، يسمى عنقود مجرات العذراء العظيم، يتجمع فيه مجرات العذراء بالأضافة إلى المجموعة المحلية التي توجد فيها مجرة درب التبانة ومجرة المرأة المسلسلة. يوجد في هذا العنقود من 100 إلى 200 مجموعة مجرات، يوجد في وسطه تمركز تجمع مجرات العذراء. يبلغ قطره نحو 150 إلى 200 سنة ضوئية وكتلته ما يزيد عن 10^15 كتلة شمسية، ويعتمد العلماء في ابحاثهم ان المادة المظلمة تكون الجزء الأكبر من الكتلة في عنقود العذراء العظيم، ويتحرك هذا العنقود في اتجاه عنقود هيدرا قنطورس العظيم.

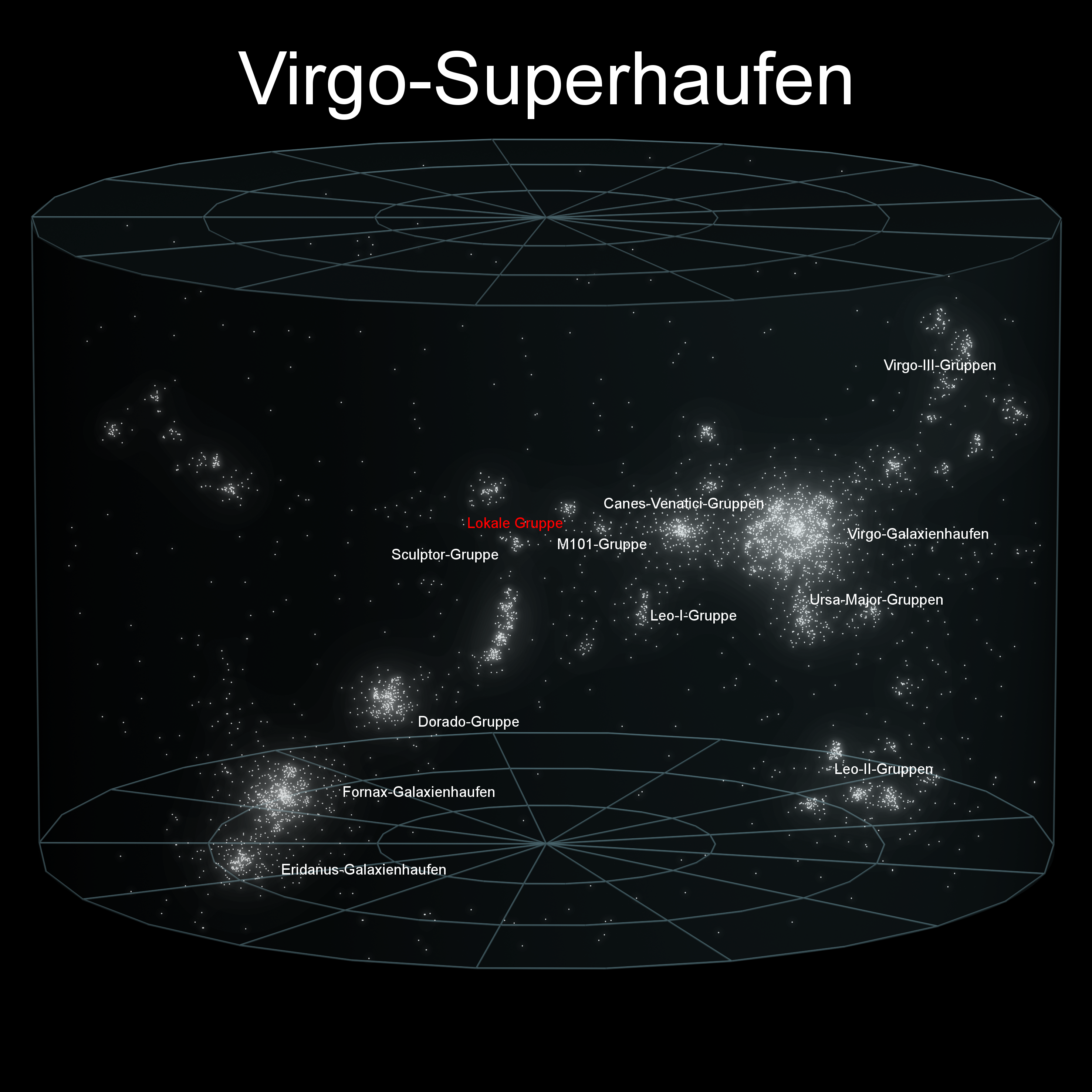
6 Virgo-Superhaufen (beschriftet)

## عنقود مجري شابلي
وهنالك أيضا العديد من العناقيد المجرية الهائلة الأخرى ومنها عنقود مجري شابلي يبعد عنا حوالي 700 مليون سنة ضوئية وهو عبارة عن تركيز لأنظمة النجوم يرى باتجاه كوكبة قنطورس.اكتشف هذا العنقود في اواخر العشرينيات من القرن الماضي من قبل هارلو شابلي الذي اسمي هذا العنقود على اسمه.ويمتد هذا العنقود في اتجاه وحركة المجموعة المحلية خلال الكون وهذا يشير ان عنقودهابلي هو السبب في حركة مجموعتنا المحلية.

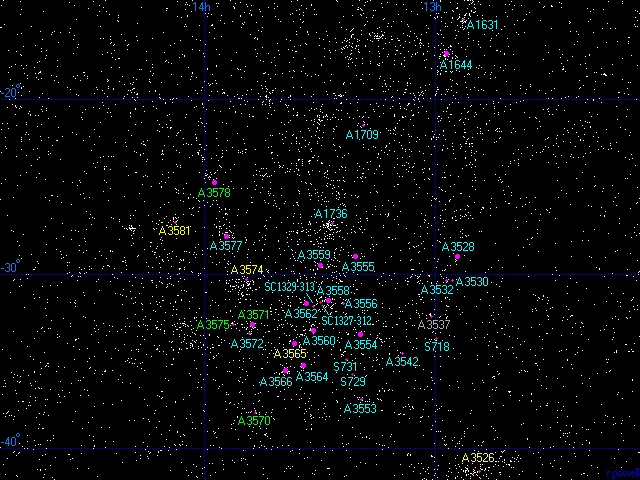
Shapley

## عنقود الاسد
عنقود الاسد عنقود مجري يقع في كوكبة الاسد أحد أكبر عنقود بين مجريين في الهلبة المجري العظيم، وعنقود الاسد يحتوي على مجموعتين مجريتين اساسية هما: مجموعات مجرات مسييه 96 وثلاثية الاسد. ومن المحتمل ان تكون مجموعتا مجرات مسييه 96 وثلاثية الاسد هما مجموعة واحدة.

</ref>

## وصلات خارجية
- موقع الكون
- دورة حياة المجرات مجلة العلوم الأمريكية - النسخة العربية.
- كم عدد المجرات في كوننا؟ (لغة إنجليزية.)
- المجرات (لغة إنجليزية.)